# Сьреднювка (Люблінське воєводство)
Сьреднювка (пол. Średniówka) — село в Польщі, у гміні Горай Білґорайського повіту Люблінського воєводства.
Населення — 164 особи (2011).
У 1975-1998 роках село належало до Замойського воєводства.

## Демографія
Демографічна структура станом на 31 березня 2011 року:
|          | Загалом | Допрацездатний вік | Працездатний вік | Постпрацездатний вік |
| -------- | ------- | ------------------ | ---------------- | -------------------- |
| Чоловіки | 84      | 18                 | 54               | 12                   |
| Жінки    | 80      | 13                 | 35               | 32                   |
| Разом    | 164     | 31                 | 89               | 44                   |